# Sitarganj
Sitarganj – miasto w północnych Indiach w stanie Uttarakhand, na zagórzu gór Siwalik.
Populacja miasta w 2012 roku osiągnęło 29 528 mieszkańców.
- World Gazetteer